# A
 Ovo je glavno značenje pojma A. Za registracijsku oznaku Austrije pogledajte A (registracijska oznaka).
A je 1. slovo hrvatske abecede. Označava niski srednji samoglasnik. Također je:
- jedan od suprotnih veznika
- u glazbi oznaka za ton a
- u fizici znak za ubrzanje (a)
- u SI sustavu znak za jedinicu jakosti električne struje amper (A) i prefiks ato (a, 10–18)
- međunarodna automobilska oznaka za Austriju
- u logici simbol za potvrdni (afirmativni) sud (A).
- oznaka za latinsku skraćenicu riječi anno (godina).

## Povijest
Razvoj oblika znaka „A” počeo je egipatskim hijeroglifom volovske glave da bi se kroz stoljeća razvio u slovo kakvo danas poznajemo.
| Egipatski hijeroglif volovske glave | Proto-semitic ox head         | Feničko alef | Greek alfa | Etruščansko A | Rimsko A | Uglata glagoljica: az |
| Egipatski hijeroglif volovske glave | Proto-semitska volovska glava | Feničko alef | Grčko alfa | Etruščansko A | Rimsko A | Uglata glagoljica: az |